# Championnat d'Europe junior de hockey sur glace 1971
Navigation
Édition précédente Édition suivante
Le championnat d'Europe junior de hockey sur glace 1971 est la quatrième édition de cette compétition de hockey sur glace junior organisée par la Fédération internationale de hockey sur glace. Il se déroule du 27 décembre 1970 au 3 janvier 1971 à Prešov en Tchécoslovaquie. L'Union soviétique s'impose pour la troisième année consécutive, suivie par la Suède et la Tchécoslovaquie.
Indépendamment du championnat, également appelé Groupe A, un Groupe B est joué à Bucarest en Roumanie (28 décembre 1970-3 janvier 1971).

## Groupe A

### Résultats
|  | Tchécoslovaquie | 19-3 (7-1, 4-0, 8-2) | Norvège |  |

|  | Union soviétique | 12-0 (6-0, 4-0, 2-0) | Allemagne de l'Ouest |  |

|  | Finlande | 9-2 (2-2, 3-0, 4-0) | Norvège |  |

|  | Suède | 9-1 (4-0, 2-1, 3-0) | Allemagne de l'Ouest |  |

|  | Tchécoslovaquie | 5-4 (2-2, 1-2, 2-0) | Finlande |  |

|  | Union soviétique | 5-3 (0-1, 1-0, 4-2) | Suède |  |

|  | Tchécoslovaquie | 8-0 (5-0, 0-0, 3-0) | Allemagne de l'Ouest |  |

|  | Union soviétique | 16-0 (5-0, 8-0, 3-0) | Norvège |  |

|  | Finlande | 14-4 (5-1, 5-1, 4-2) | Allemagne de l'Ouest |  |

|  | Suède | 15-0 (3-0, 7-0, 5-0) | Norvège |  |

|  | Allemagne de l'Ouest | 5-2 (0-1, 3-1, 2-0) | Norvège |  |

|  | Union soviétique | 7-0 (2-0, 2-0, 3-0) | Finlande |  |

|  | Tchécoslovaquie | 6-6 (1-2, 1-2, 4-2) | Suède |  |

|  | Suède | 13-3 (3-2, 5-0, 5-1) | Finlande |  |

|  | Tchécoslovaquie | 1-6 (1-4, 0-1, 0-1) | Union soviétique |  |

| Clt   | Équipe               | PJ | V | D | N | BP | BC | Diff | Pts |
| ----- | -------------------- | -- | - | - | - | -- | -- | ---- | --- |
| +001, | Union soviétique     | 5  | 5 | 0 | 0 | 46 | 5  | +41  | 10  |
| +002, | Suède                | 5  | 3 | 1 | 1 | 46 | 15 | +31  | 7   |
| +003, | Tchécoslovaquie      | 5  | 3 | 1 | 1 | 40 | 19 | +21  | 7   |
| +004, | Finlande             | 5  | 2 | 3 | 0 | 30 | 31 | -1   | 4   |
| +005, | Allemagne de l'Ouest | 5  | 1 | 4 | 0 | 10 | 45 | -35  | 2   |
| +006, | Norvège              | 5  | 0 | 5 | 0 | 7  | 64 | -57  | 0   |

- Vainqueur du Championnat d'Europe junior 1971
- Relégué dans le Groupe B 1972

### Honneurs individuels
- Meilleur gardien de but : Vladislav Tretiak (Union soviétique)
- Meilleur défenseur : Pekka Rautakallio (Finlande)
- Meilleur attaquant : Martin Karlsson (Suède)

### Statistiques individuelles
| Joueur              | PJ | B  | A | Pts | PUN |
| ------------------- | -- | -- | - | --- | --- |
| Martin Karlsson     | 5  | 10 | 7 | 17  | 0   |
| Aleksandr Voltchkov | 5  | 8  | 4 | 12  | 4   |
| Helmuts Balderis    | 5  | 10 | 1 | 11  | 4   |
| Aleksandr Andreïev  | 5  | 9  | 2 | 11  | 0   |
| Iouri Kondrashov    | 5  | 7  | 3 | 10  | 6   |

## Groupe B
Le Groupe B se déroule du 28 décembre 1970 au 3 janvier 1971 à Bucarest en Roumanie.
|  | Pologne | 5-3 | Hongrie |  |

|  | Roumanie | 9-1 | Bulgarie |  |

|  | Hongrie | 4-4 | Bulgarie |  |

|  | Roumanie | 10-1 | Danemark |  |

|  | Pologne | 8-2 | Danemark |  |

|  | Roumanie | 6-2 (2-0, 3-1, 1-1) | Hongrie |  |

|  | Danemark | 5-4 (1-3, 2-1, 2-0) | Bulgarie |  |

|  | Hongrie | 3-3 (1-0, 0-1, 2-2) | Danemark |  |

|  | Pologne | 12-2 (1-0, 8-1, 3-1) | Bulgarie |  |

|  | Roumanie | 2-0 (0-0, 2-0, 0-0) | Pologne |  |

| Clt   | Équipe   | PJ | V | D | N | BP | BC | Diff | Pts |
| ----- | -------- | -- | - | - | - | -- | -- | ---- | --- |
| +001, | Roumanie | 4  | 4 | 0 | 0 | 27 | 3  | +24  | 8   |
| +002, | Pologne  | 4  | 3 | 1 | 0 | 25 | 9  | +16  | 6   |
| +003, | Danemark | 4  | 1 | 2 | 1 | 11 | 25 | -14  | 3   |
| +004, | Hongrie  | 4  | 0 | 2 | 2 | 11 | 17 | -6   | 2   |
| +005, | Bulgarie | 4  | 0 | 3 | 1 | 9  | 29 | -20  | 1   |

- Promu dans le Groupe A 1972